# Pfarrkirche St. Marien (Oberösterreich)

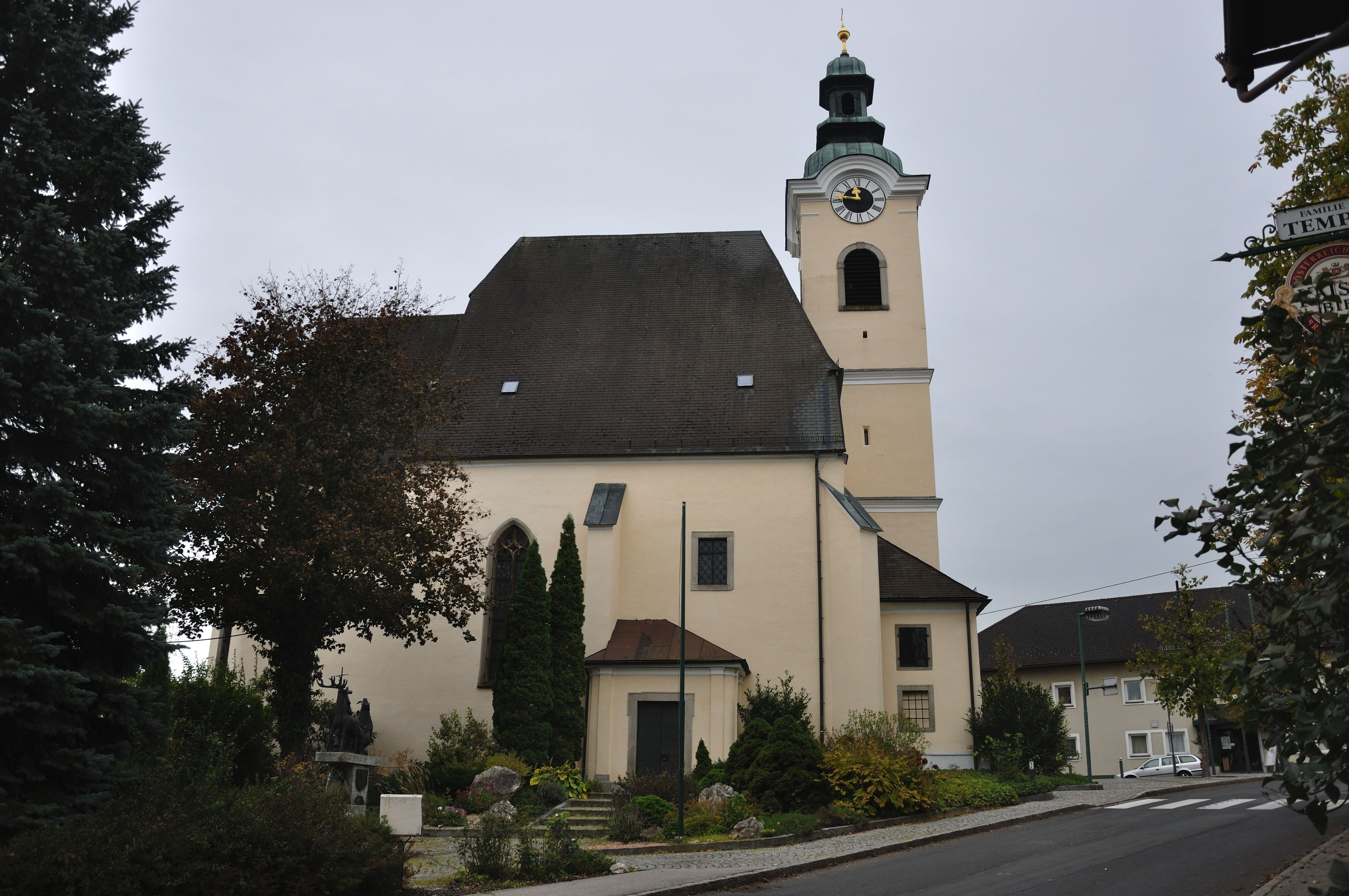
Pfarrkirche Mariä Namen in St. Marien

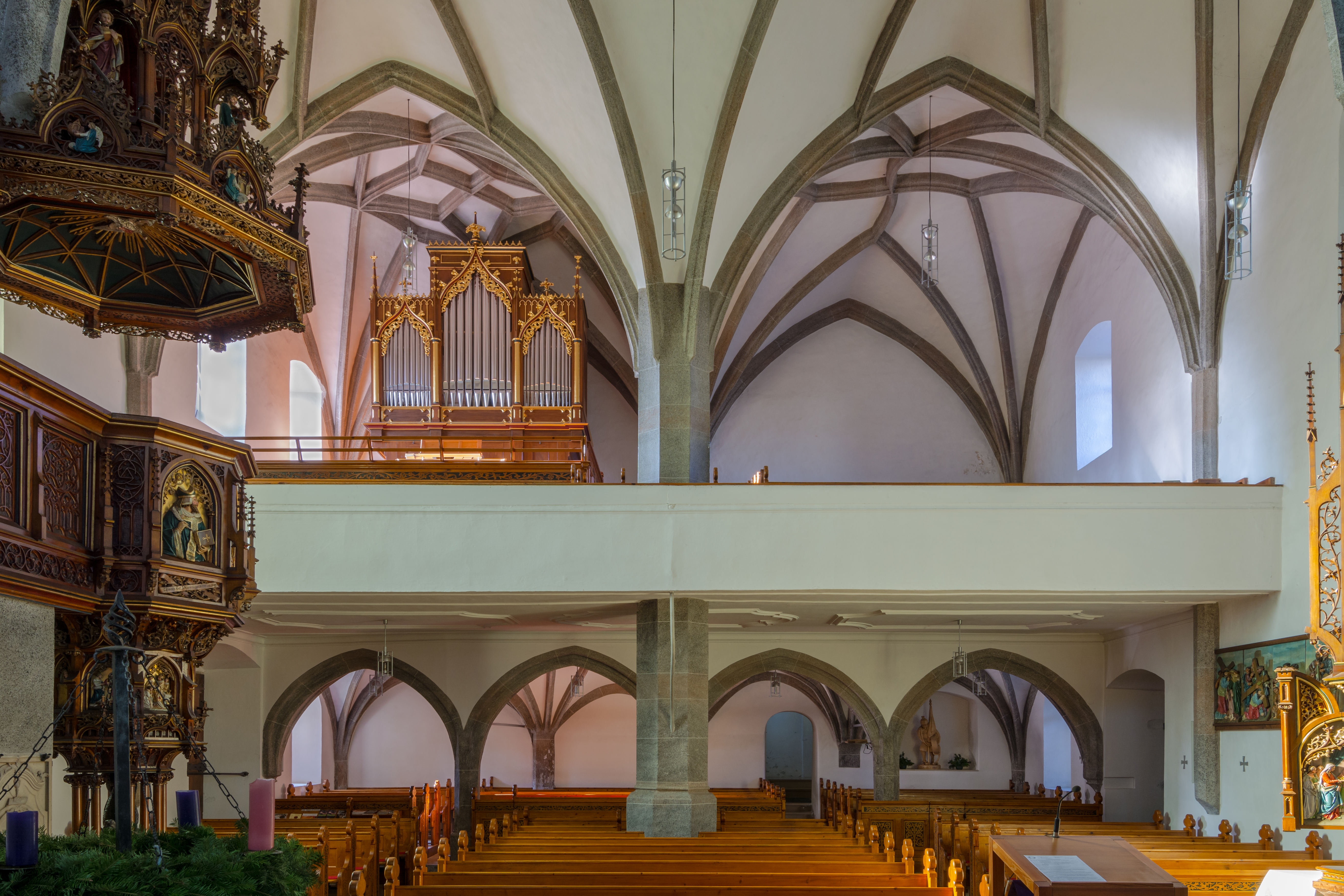
Kircheninneres mit der mächtigen mittigen Einzelsäule, der vierachsigen sternrippenunterwölbten Orgelempore wurde wohl später eine Emporenerweiterung vorgestellt, welche die Einzelsäule einnimmt, und eine Flachdecke mit Stuckfeldern zeigt

Die Pfarrkirche St. Marien steht in der Ortschaft Oberndorf in der Gemeinde St. Marien in Oberösterreich. Die römisch-katholische Pfarrkirche Mariä Namen gehört zum Dekanat Enns-Lorch in der Diözese Linz. Die Kirche und der ehemalige Friedhof stehen unter Denkmalschutz.

## Geschichte
Die Kirche wurde 1318 urkundlich genannt.

## Architektur
Die spätgotische zweischiffige zweijochige Hallenkirche als annähernd quadratischer Einsäulenraum dominiert mit einem hohen Satteldach die Ortschaft. Das Langhaus hat ein reich gestaltetes Stern- und Netzrippengewölbe. Der eingezogene zweijochige netzrippengewölbte Chor hat einen Dreiachtelschluss. Die vierachsige Westempore ist sternrippenunterwölbt. Der Turm wurde spätgotisch mit einem Helm mit Laterne ausgebaut. Vor dem Süd- und Nordportal stehen barocke Vorbauten.

## Ausstattung
Die Einrichtung ist neugotisch. Der Hochaltar trägt eine spätgotische Muttergottes aus dem Anfang des 16. Jahrhunderts.
Das Fronbogen-Kruzifix ist aus dem Anfang des 18. Jahrhunderts. Das Taufbecken ist gotisch. In der Beinhauskapelle neben dem Südportal steht eine Kreuzigungsgruppe aus dem 2. Viertel des 17. Jahrhunderts.